# Salénrederierna

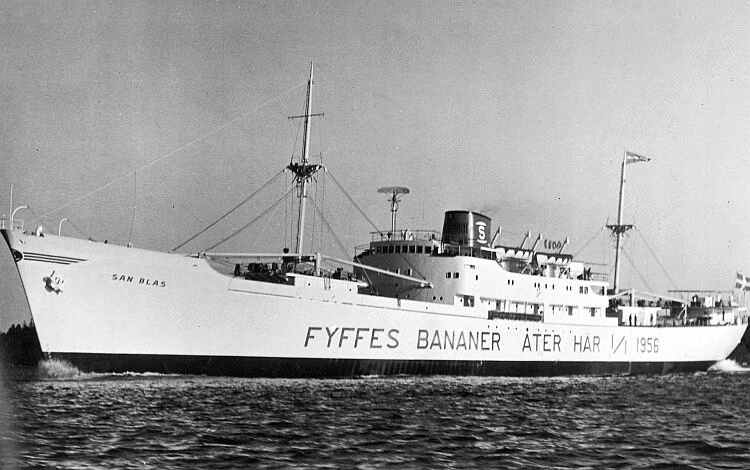
M/S San Blas

Salénrederierna AB var en rederikoncern hemmahörande i Stockholm.
Salénrederierna var under sin storhetstid ett världsledande företag inom sjöfart. Utöver rederiverksamheten var Saléns även under en tid ägare till Götaverken (1971–77), Finnboda Varv (1970–77), Ekensbergs Varv (1942–70) samt verksamt inom bland annat skeppsmäkleri.
Sven Salén köpte 1915 sitt första fartyg, motorpråmen Robur, som byggdes på Löfholmsvarvet i Stockholm. Efter några år köpte han även två segelskutor, varefter en flotta av mindre kustfartyg sakta växte fram. År 1922 övertog Saléns den norske redaren Carl Matthiessens rederi Banan-Kompaniet. 
Nio år senare beställde Saléns sitt första nybygge, tillika Sveriges första helkylda fartyg, S/S R H Sanders, byggd vid Fredrikstad Mekaniske Verksted i Norge.
Efter andra världskriget kom Saléns på allvar igång med kylfrakterna, något som till stor del hade legat nere under kriget. 
Under 1950-talet gav sig Saléns in i tankrederiverksamhet. Redan i slutet av detta årtionde var tankflottan betydande och tio år senare var Saléns Sveriges största tankrederi. 
År 1967 köpte Saléns Rex-koncernen, vilken hade sin ekonomiska tyngd i malm- och bulkfrakter. Tre år senare köptes också Brodinrederierna. Ur dessa torrlastrederier skapades Salén Dry Cargo som skulle komma att bli ett betydande bulkrederi. 
Vid några tillfällen har Saléns ägnat sig åt passagerartrafik. Sista gången blev 1982 då man tänkt sig att satsa på exklusiva kryssningar i arktiska farvatten. Fartygen M/S Lindblad Explorer och M/S Öresund köptes då in för detta syfte. M/S Öresund byggdes om och fick namnet M/S Lindblad Polaris. Denna verksamhet blev dock inte långlivad. Under första delen av 1980-talet drabbades Saléns hårt av sjöfartskrisen och den 19 december 1984 lämnades konkursansökan in till Stockholms tingsrätt. Bolaget gick inte att rädda och tillgångarna delades ut till fordringsägarna.